# Condado de Fayette (Kentucky)
O Condado de Fayette (em inglês:  Fayette County) é um dos 120 condados do estado americano do Kentucky. Foi fundado em 1780.
O território, a população e as funções administrativas do condado são co-existente com a cidade de Lexington. O condado possui uma área de 739 km², dos quais 735 km² estão cobertos por terra e 5 km² por água, uma população de 295 803 habitantes, e uma densidade populacional de 402,6 hab/km² (segundo o censo nacional de 2010). É o segundo condado mais populoso do Kentucky.